# هاري دينيسي
هاري دينيسي هو عازف بيانو كندي، ولد في 22 فبراير 1879، وتوفي في 30 أكتوبر 1955.

## وصلات خارجية
- هاري دين على موقع ميوزك برينز (الإنجليزية)